# Василівка (Чугуївський район)
Васи́лівка — село в Україні, у Вовчанській міській громаді Чугуївського району Харківської області. Населення становить 488 осіб. До 2020 орган місцевого самоврядування — Іванівська сільська рада.

## Географія
Село Василівка знаходиться на лівому березі річки Плотва, вище за течією примикає до села Благодатне, нижче — село Іванівка. Село перетинає балка Ромашкін Яр. За 6 км знаходиться залізнична станція Платформа 79 км.

## Історія
Село засноване в 1640 році. В документах Василівка вперше згадується в 1807 році у зв'язку з описом спиртзаводу, що належав В. І. Бекарюкову.
За даними на 1864 рік у власницькому селі Волохівської волості Вовчанського повіту мешкало 723 особи (362 чоловічої статі та 361 — жіночої), налічувалось 86 дворових господарств, існували винокуренний та вівчарний завод.
Станом на 1914 рік кількість мешканців села зросла до 1718 осіб.
Село постраждало внаслідок геноциду українського народу, проведеного урядом СССР в 1932—1933 роках, кількість встановлених жертв в Іванівці, Благодатному, Василівці, Захарівці — 874 людей.
12 червня 2020 року, відповідно до Розпорядження Кабінету Міністрів України  № 725-р «Про визначення адміністративних центрів та затвердження територій територіальних громад Харківської області», увійшло до складу Вовчанської міської громади.
19 липня 2020 року, в результаті адміністративно-територіальної реформи та ліквідації Вовчанського району, село увійшло до складу Чугуївського району.

## Відомі особистості
В поселенні народився:
- Бекарюков Дмитро Дмитрович (1861—1934) — російський і український радянський гігієніст.

## Галерея

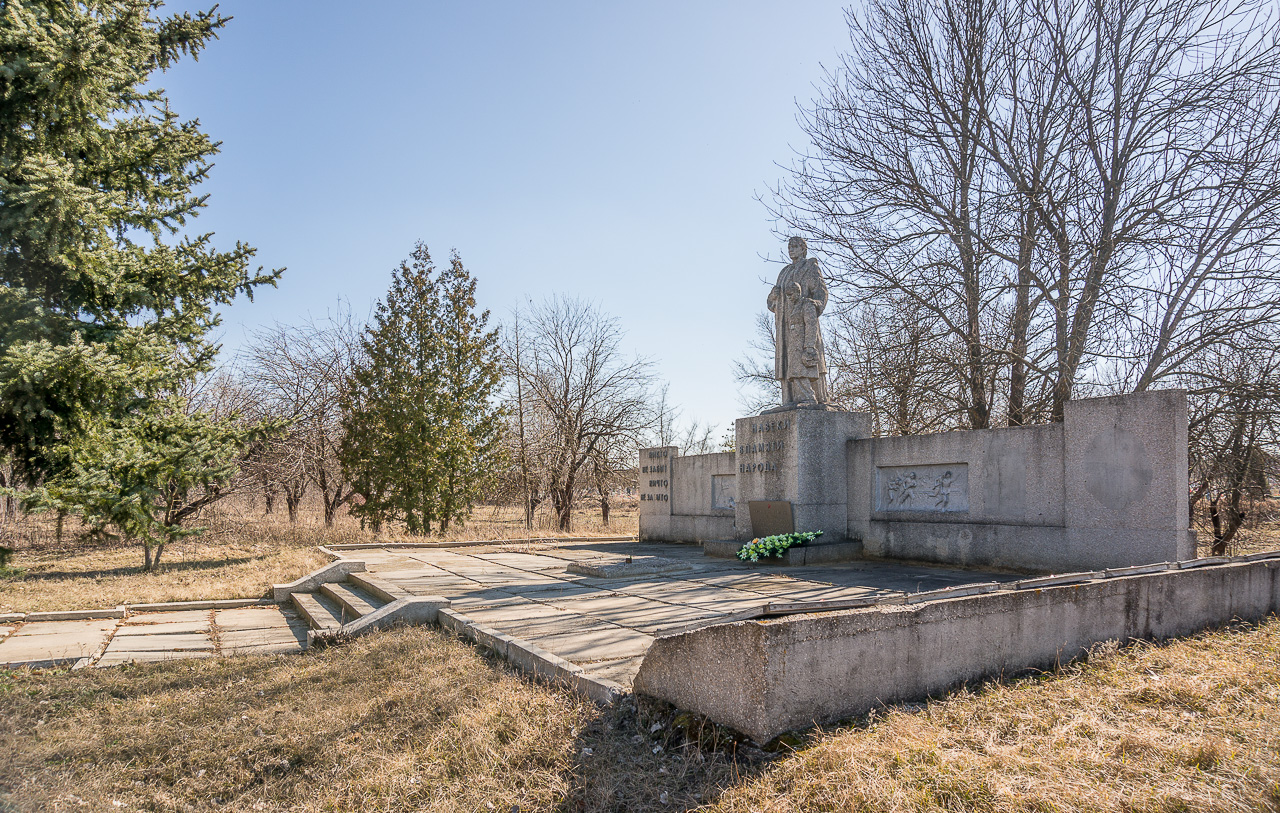
Братська могила радянських воїнів. Поховано 30 воїнів
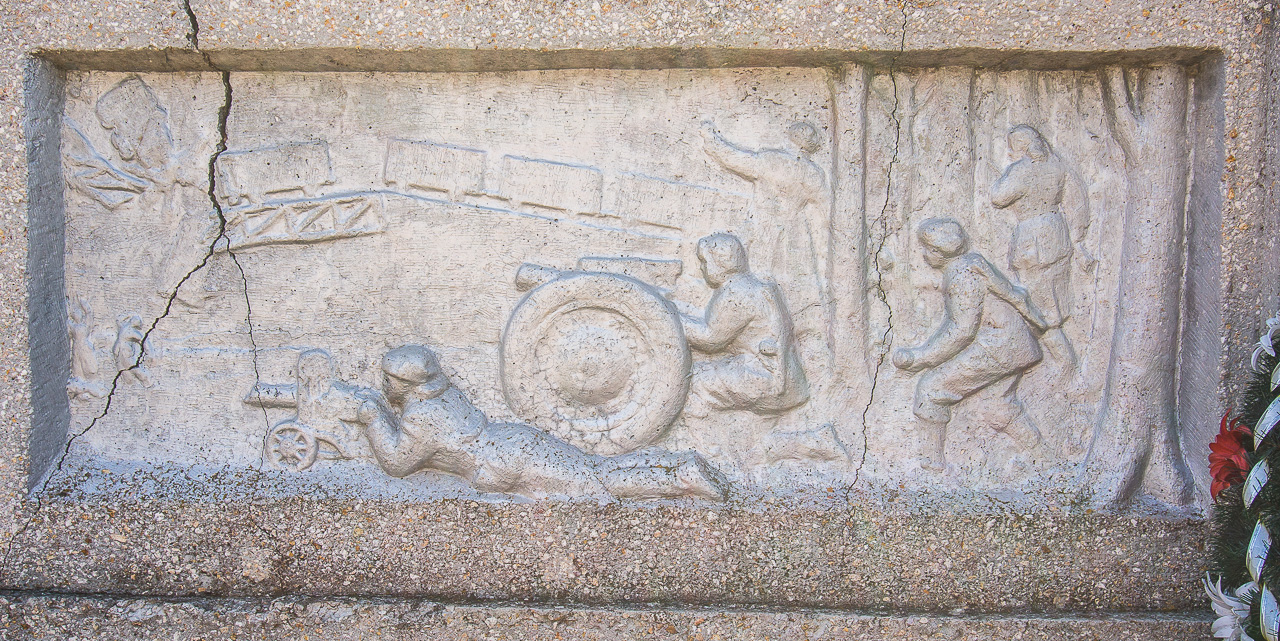
Барельєф на братській могилі
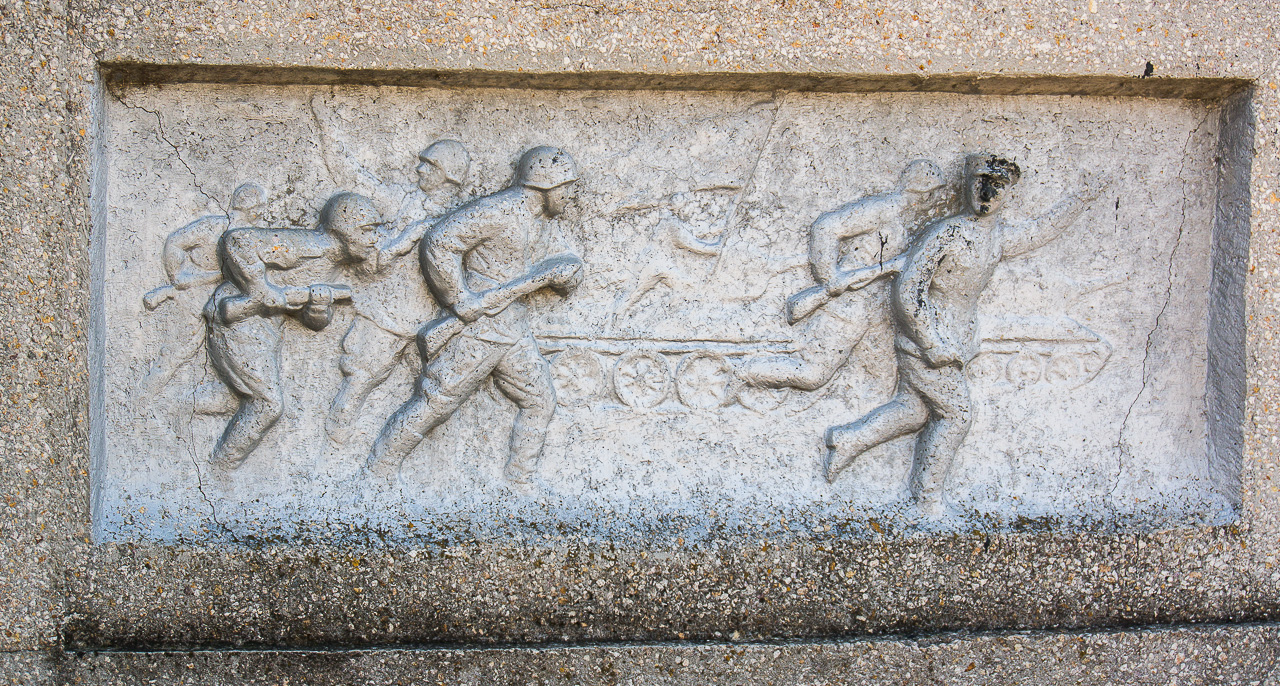
Барельєф на братській могилі
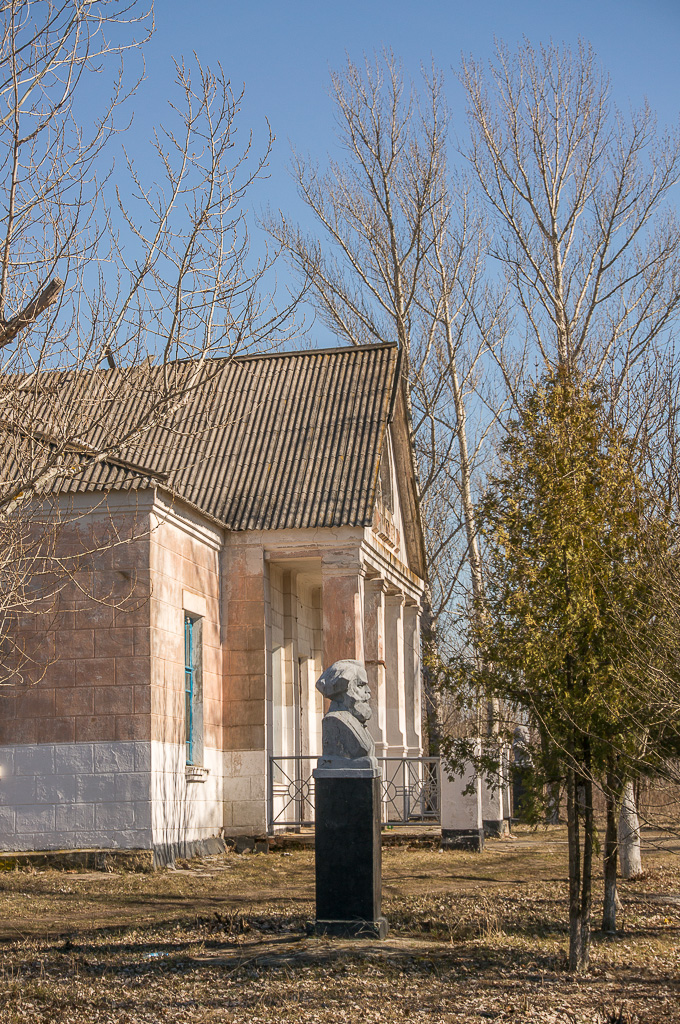
Пам'ятник К. Марксу (демонтовано у 2016 році)
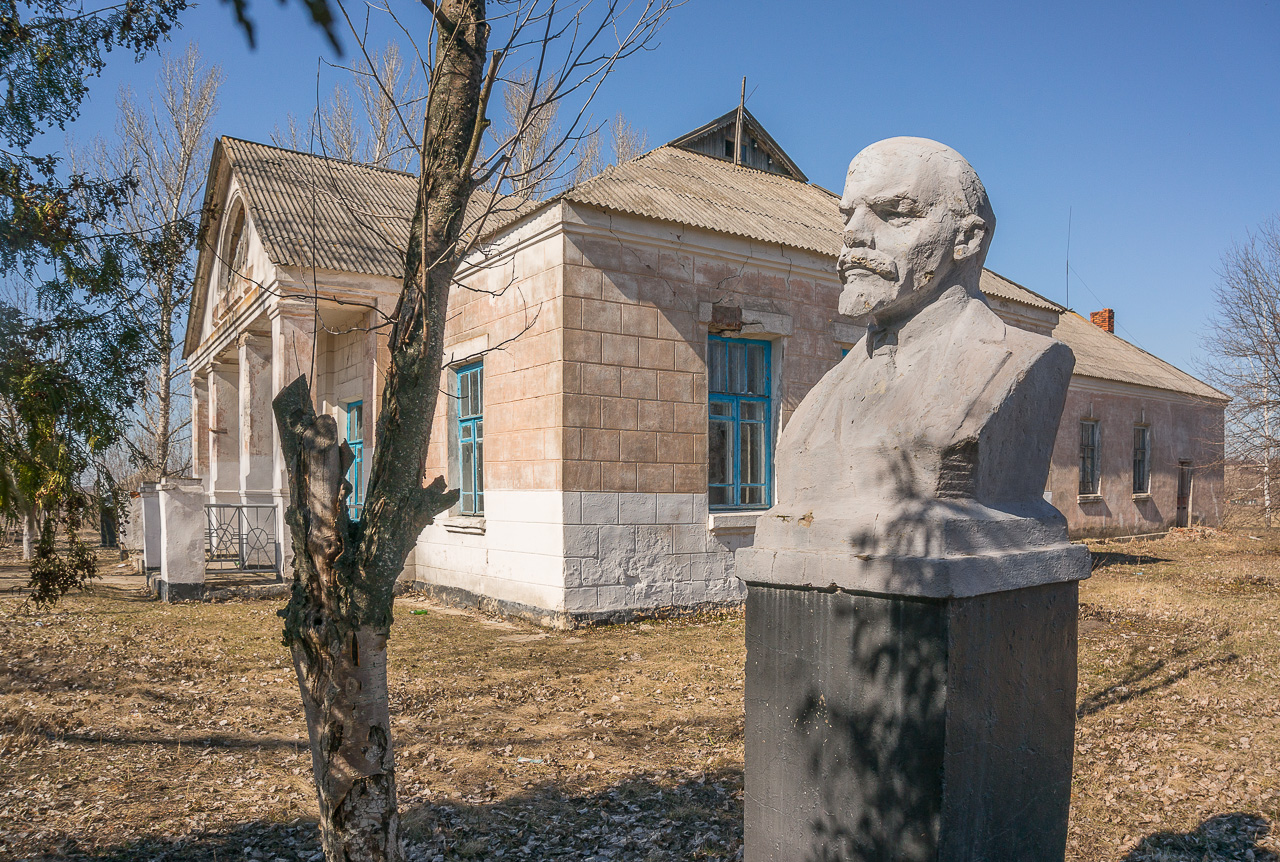
Пам'ятник  В.І. Леніну (2014 рік) (демонтовано у 2016 році)
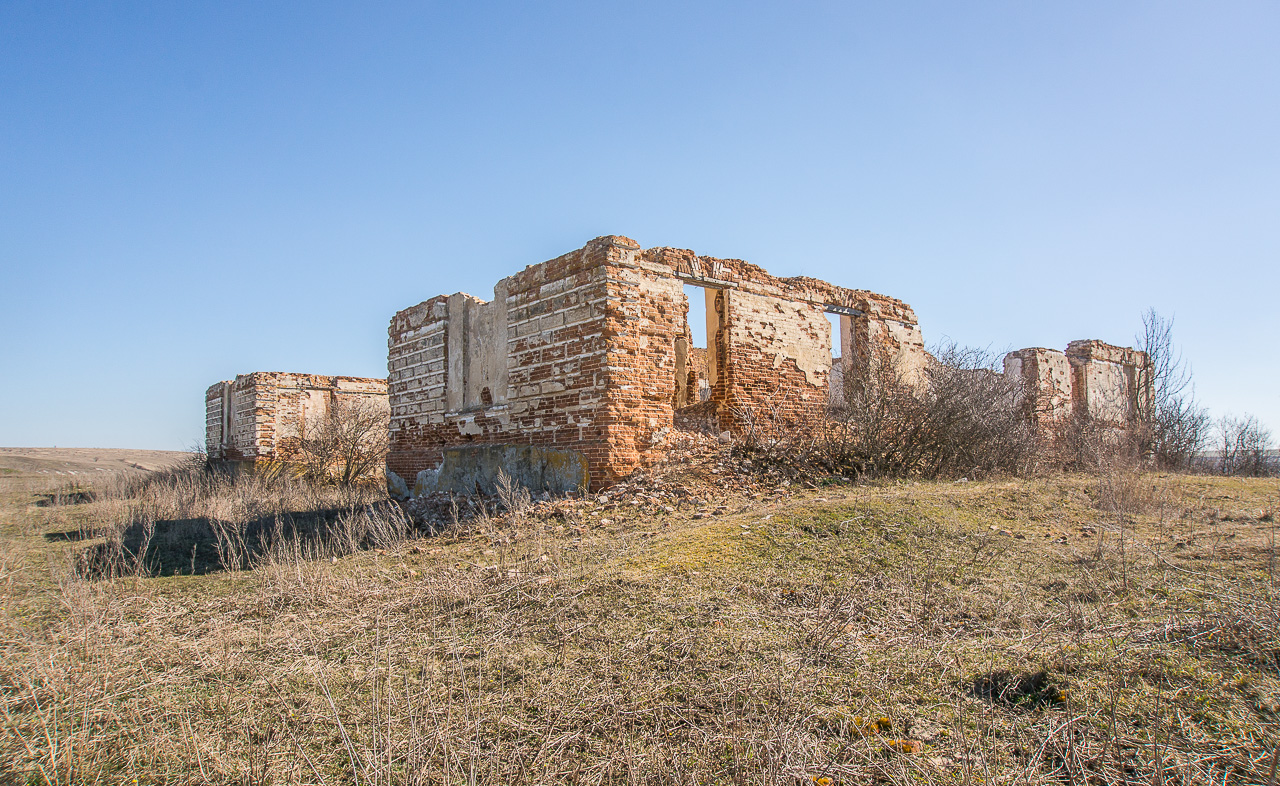
Заміська садиба
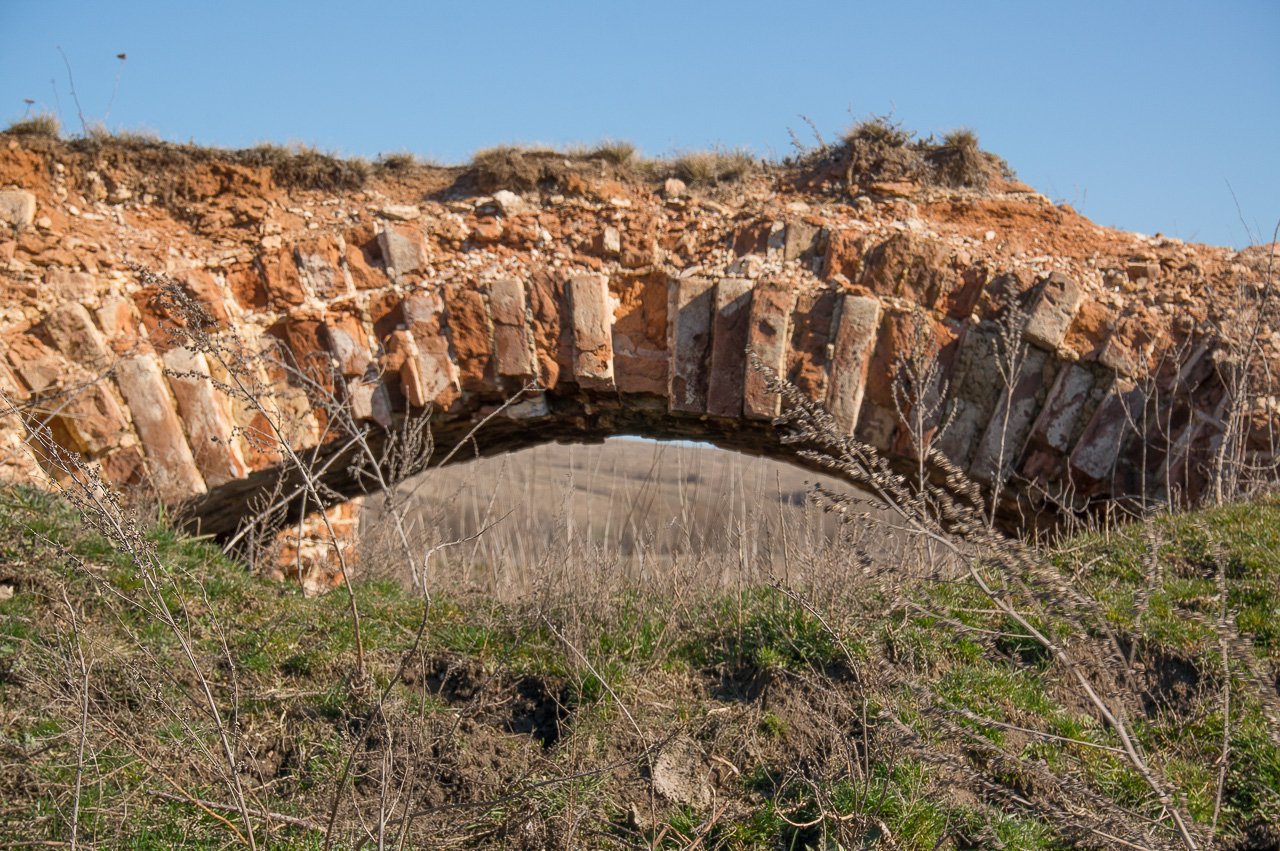
Звід льоху в садибі
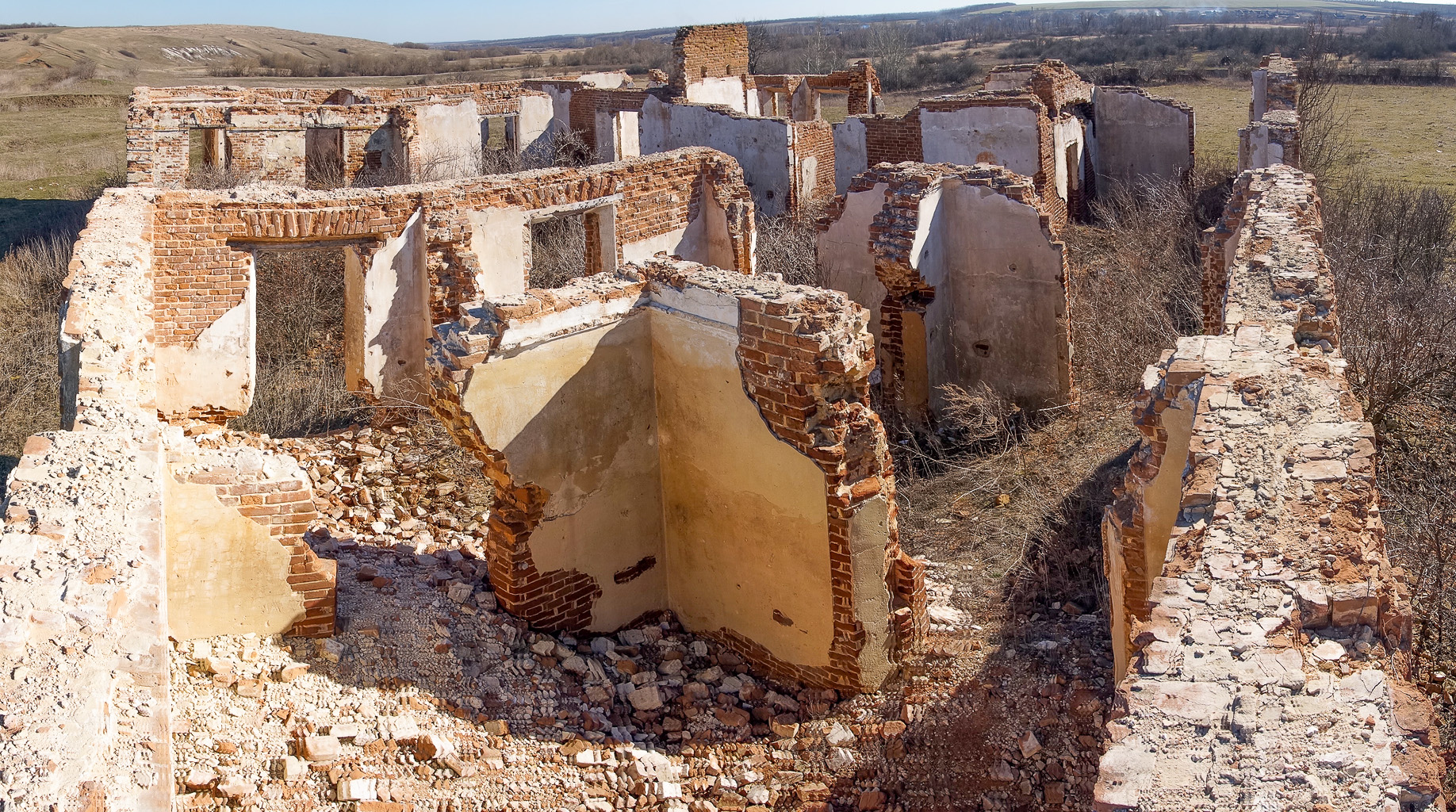
Руїни заміської садиби